# Гриценко Віктор Васильович
Ві́ктор Васи́льович Грице́нко (7 березня 1946, с. Оленівка, Софіївський район, Дніпропетровська область) — український поет, прозаїк, драматург, літературний критик, журналіст, перекладач.

## Біографія
Народився 7 березня 1946 р. в с. Оленівка Софіївського району на Дніпропетровщині. Середню школу закінчив у м. Терни (нині Тернівський район м. Кривого Рогу). Потім 3 роки служив в армії, де й почав писати свої перші вірші. Працював у середніх школах Кривого Рогу, а в 1980 році став газетярем, пройшовши шлях від кореспондента до редактора районної газети «Сільський трудівник» (Криворізький район). Після незаконного звільнення з посади редактора в 1991 році працював у приватних газетах та викладав українську мову в Криворізькому Жовтневому (нині Покровському) ліцеї.

## Освіта
1977 року закінчив філологічний факультет Дніпропетровського університету. 

## Відзнаки
Лауреат обласної літературної премії ім. І.Сокульського, Всеукраїнської премії імені Ярослава Дорошенка для авторів сонетів, нагороджений Почесною відзнакою НСПУ, драма «Дванадцятий апостол» відзначена дипломом Всеукраїнського конкурсу «Коронація слова», 2009 року отримав сертифікат на отримання регіональної стипендії провідним діячам культури і мистецтва Дніпропетровської області. З 1997 року член Національної Спілки письменників України. Пише українською мовою.

## Творчий доробок
Співавтор колективних збірок і альманахів «Карачуни» (1972, Дніпропетровськ), «Степовий вітер» (1995, Київ), «Антологія поезії Придніпров'я» (1999, Дніпропетровськ), «Антологія криворізьких літераторів» (2000, Кривий Ріг), «І поліг наш народ, наче скошене жито…» Голодомор 1932—1933 років «на Дніпропетровщині» (2008, Дніпропетровськ), «Шевченкіана Придніпров'я» (2008, Дніпропетровськ), «Сяєво жар-птиці: Антологія літератури для дітей та юнацтва Придніпров'я (1883—2008)» (2009, Дніпропетровськ)
Літературознавчі та методичні статті (близько 30) друкувалися, починаючи з 1998 року, в журналах «Дивослово», «Українська мова і література в школі», «Українська мова і література в середніх школах, гімназіях, ліцеях та колегіумах», а також в колективних збірниках «Людина-культура-духовність» (1996, Київ), «Особливості літературного процесу Придніпров'я» (2002, Дніпропетровськ), в журналах «Київ», «Перевал» (Івано-Франківськ), «Січеслав» та в газетах «Літературна Україна» і «Українська літературна газета».
Автор книг «Літопис любові» (1990, Кривий Ріг), «50 закоханих» (1992, Дніпропетровськ), «Тіні Іскаріота» (1994, Дніпропетровськ), «Терновий вінок» (1996, Кривий Ріг), «Високосний рік» (1996, Кривий Ріг), «Двадцятий вік» (1997, Кривий Ріг), «Уроки на завтра» (1998, Кривий Ріг), «Паралельні світи» (1998, Кривий Ріг), «Камінь і слово» (1999, Кривий Ріг), «Одкровення предтечі» (1999, Кривий Ріг), «Година Богородиці» (1999, Кривий Ріг), «Судний день» (2000, Кривий Ріг), «Пошук істини» (2001, Дніпропетровськ), «Ойойчине гніздо» (2001, Дніпропетровськ), «Благовіст» (2003, Кривий Ріг), «Тяжіння небес» (2002, Дніпропетровськ), «Дванадцятий апостол» (2005, Кривий Ріг), «Автопортрет» (2006, Кривий Ріг), «Голубина пошта» (2008, Кривий Ріг), «Листки з астрального архіву» (2009, Кривий Ріг), «Замітки на полях» (2011, Кривий Ріг), науково-методичних книжок «Криворізька хрестоматія» (1999, Кривий Ріг), «Урок словесності — урок життя» (2003, Кривий Ріг), багатьох перекладів, серед яких книги «Омар Хайям. Рубаї» (2000, Кривий Ріг), «Уроки майстра» (2007, Кривий Ріг), «Виміри часу» (Київ, 2017), «Сага про словесні перелоги» (Кривий Ріг, 2018), «Моя антологія світового сонета» (Кривий Ріг, 2018), «Вертеп Всевишнього» (Кривий Ріг, 2019), «Останнє побачення» (Кривий Ріг, 2019), «Постскриптум» (Кривий Ріг, 2020), «Яблуко Єви» (Кривий Ріг, 2020), «Замість біографії» (Кривий Ріг, 2021), «Хроніки» (Кривий Ріг, 2021), «Рукописи з шухляд» (Кривий Ріг, 2021), «У кожного — свій хрест» (Кривий Ріг, 2021).
Поезії (вірші, сонети та рубаї, а також переклади) друкував у журналах «Прапор», «Вітчизна», «Перевал», «Саксагань», «Кур'єр Кривбасу», «Січеслав», «Ятрань», в газетах «Літературна Україна» і «Українська літературна газета».